# Ahmed Bahja
Ahmed Bahja (àrab: أحمد بهجا)  (Marràqueix, 21 de desembre de 1970) és un exfutbolista marroquí de la dècada de 1990.
Fou internacional amb la selecció del Marroc amb la qual participà en la Copa del Món de futbol de 1994.
Pel que fa a clubs, destacà a KAC Marrakech i Raja Casablanca.